# Na nabrzeżach

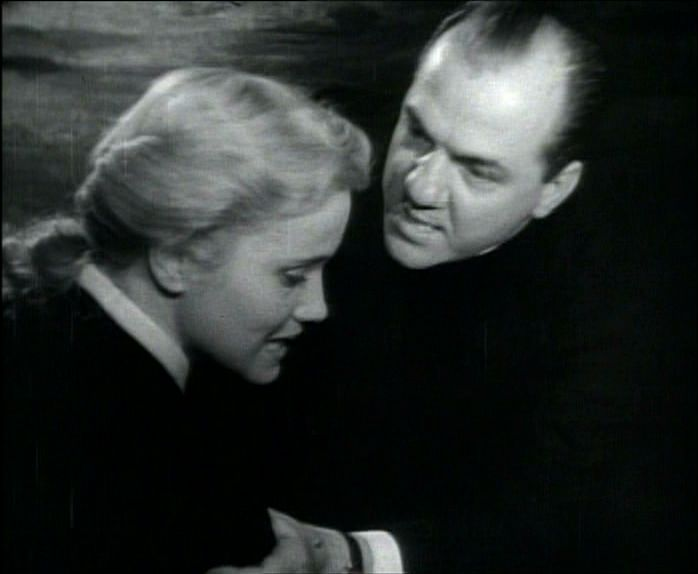
Eva Marie Saint i Karl Malden w scenie z filmu

Na nabrzeżach (ang. On the Waterfront) – amerykański film kryminalny z 1954 roku w reżyserii Elii Kazana i ze scenariuszem Budda Schulberga inspirowanym serią artykułów Crime on the Waterfront Malcolma Johnsona ukazujących się w New York Sun.
Obraz został nagrodzony Oscarem i Złotym Globem za najlepszy film roku.
W roku 1989 film został jednym z pierwszych 25 filmów wprowadzonych do Narodowego Rejestru Filmowego Stanów Zjednoczonych jako „znaczących kulturowo, historycznie bądź estetycznie”. W 1995 roku, z okazji stulecia narodzin kina, film znalazł się na watykańskiej liście 45 filmów fabularnych, które propagują szczególne wartości religijne, moralne lub artystyczne.

## Fabuła
Związek zawodowy dokerów w porcie nowojorskim (stowarzyszony z potężną centralą AFL-CIO) jest kontrolowany przez gang o charakterze mafijnym, kierowany przez Johnny’ego Friendly’ego i jego prawnika Charleya Malloya. Ten ostatni to brat Terry’ego Malloya, kiedyś boksera, teraz dokera, który bierze udział w zamordowaniu jednego z pracowników, nieposłusznego wobec związku i gotowego ujawnić jego nielegalne działania.
Wkrótce Terry Malloy musi dokonać trudnego wyboru, gdy Edie Doyle, siostra zabitego, prosi go o pomoc w ustaleniu sprawców.

## Obsada
- Marlon Brando – Terry Malloy
- Karl Malden – ojciec Barry
- Lee J. Cobb – Johnny Friendly
- Rod Steiger – Charley „the Gent” Malloy
- Pat Henning – Timothy J. „Kayo” Dugan
- Leif Erickson – Glover
- James Westerfield – Big Mac
- Tony Galento – Truck
- Tami Mauriello – Tullio
- John F. Hamilton – „Pop” Doyle
- John Heldabrand – Mutt
- Rudy Bond – Moose
- Don Blackman – Luke
- Arthur Keegan – Jimmy
- Abe Simon – Barney
- Eva Marie Saint – Edie Doyle
- Mike O’Dowd – Specs
- Martin Balsam – Gillette
- Fred Gwynne – Slim
- Thomas Handley – Tommy Collins
- Anne Hegira – pani Collins

## Nagrody Akademii Filmowej
| Status    | Kategoria                          | Zwycięzca/Nominowany                          |
| --------- | ---------------------------------- | --------------------------------------------- |
| Nagroda   | Najlepszy film                     | Sam Spiegel (producent)                       |
| Nagroda   | Najlepszy aktor pierwszoplanowy    | Marlon Brando (rola: Terry Malloy)            |
| Nagroda   | Najlepsza aktorka drugoplanowa     | Eva Marie Saint (rola: Edie Doyle)            |
| Nagroda   | Najlepszy reżyser                  | Elia Kazan (Reżyser)                          |
| Nagroda   | Najlepszy scenariusz adaptowany    | Budd Schulberg (scenarzysta)                  |
| Nagroda   | Najlepsze zdjęcia czarno-białe     | Boris Kaufman (operator)                      |
| Nagroda   | Najlepszy montaż                   | Gene Milford (montażysta)                     |
| Nagroda   | Najlepsza scenografia czarno-biała | Richard Day (scenograf)                       |
| Nominacja | Najlepsza muzyka                   | Leonard Bernstein (kompozytor)                |
| Nominacja | Najlepszy aktor drugoplanowy       | Lee J. Cobb (rola: Johnny Friendly)           |
| Nominacja | Najlepszy aktor drugoplanowy       | Karl Malden (rola: Ojciec Barry)              |
| Nominacja | Najlepszy aktor drugoplanowy       | Rod Steiger (rola: Charley „the Gent” Malloy) |